# 大澤真琴
大澤 真琴（おおさわ まこと、1984年10月2日 - ）は、日本の似顔絵アーティスト。大分県大分市出身。作家名はラクガキヤのマコ。 

## 人物
2017年、会社経営者とクラウドファンディングで資金を集め、インドの子供達100人の似顔絵を描く企画に挑戦。会社経営者が企画の4年前にインドで重度のアトピー性皮膚炎で入院し、アーユルヴェーダと呼ばれるインドの伝承医学で劇的に回復したことがきっかけで「インドに恩返しがしたい」という思いに大澤が答えたものである。そのPRイベントとして、同年12月に大分市で来場者100人の似顔絵を描く24時間イベントを実施した。
2020年4月には、日本における2019年コロナウイルス感染症による社会・経済的影響（いわゆる「コロナ禍」）にあえぐ飲食業界に、テイクアウト料理のPOP広告を無償で提供し、飲食業界を元気づける試みを行っている。

## 主なテレビ出演
- 輝く日本の星 手塚治虫を創る（TBSテレビ）
- 【旬感3チャンネル】「ラクガキヤ マコのなんでんかんでんサーチ」レギュラー出演（OBS大分放送 ）
- 千鳥の新聞沙汰になりました（フジテレビ）
- 【great gear】真夏のデザインフェスタ（NHK world）
- ルックルックこんにちわ（日本テレビ）
- ダッシュくん（TOS）
- おおいた元気風（OAB）

## ラジオ出演
- ヲタラジ（OBSラジオ）
- 財前真由美のCheers on Sunday（OBSラジオ）
- よっしぃキヨマツのあなたの未来（FM大分）